# Історико-археологічний музей–заповідник «Верхній Салтів» імені В. О. Бабенка
«Верхній Салтів» — історико-археологічний музей-заповідник, що розташований біля села Верхній Салтів Вовчанської міської громади Чугуївського району Харківської області. Знахідки з Верхньосалтівського археологічного комплексу (глиняний, металевий, дерев'яний посуд, риболовецькі гачки, грузила від сітей, пряслиця від ткацьких верстатів, фрагменти тканини, різні знаряддя обробітку ґрунту, жорна, точильні бруски, великі макітри для зберігання зерна, зернотертки, різноманітна зброя, предмети туалету, прикраси з бронзи, срібла, золота, дорогоцінних та напівдорогоцінних камінців, скла, різнокольорової скляної пасти, коралів, слонової кістки, туалетні скриньки, люстерка, монети тощо) прикрашають експозиції музеїв Києва, Харкова, Одеси, Москви, С.-Петербургу, Софії. Лише незначна частина зберігається в музеї Верхнього Салтова.
Музейна експозиція складається з чотирьох розділів.

## Історія
Городище зі слідами оборонних споруд, розташоване біля с. Верхній Салтів, вперше було згадане в «Книге Большому Чертежу» (XVII ст.) як «Салтановскоє». Розташоване на високому правому березі Печенізького водосховища (р. Сіверський Донець), що підіймається над поймою на 35 м. Городище має декілька оборонних ліній. Головне укріплення за планом має форму неправильної трапеції з розмірами 180 х 135 х 160 х 50 м. Ця територія була захищена валом з кам'яною кладкою. До городища з півночі примикає селище, яке тягнеться уздовж водосховища до с. Рубіжне, що знаходиться за 4 км від Верхнього Салтова. Таким чином, до системи Верхньосалтівського археологічного комплексу входять: безпосередньо городище, селище, чотири катакомбних могильники, а також селище та ґрунтовий Нетайлівський могильник, що розташовані на протилежному березі водосховища, навпроти Верхньосалтівського городища, у с. Металівка.
У 1900 році місцевий вчитель Бабенко Василь Олексійович одержав анкету від Комітету з підготовки XII Археологічного з'їзду з проханням повідомити про історичні та археологічні пам'ятки навколо села Верхній Салтів. Бабенком були проведені перші пошукові роботи. Під час пошуків було знайдено могильник. Дізнавшись про могильник у селі Верхній Салтів, Харківський університет відразу відрядив своїх представників, які підтвердили важливість знахідки. Наступного 1901 року в селі розпочались археологічні дослідження, що проводили вчені університету. Відкриття салтівського некрополя, яке відбулося в 1900 році, дало поштовх іншим пошуковим археологічним дослідженням, наслідком яких стало відкриття окремих об'єктів археологічного комплексу в районі с. Верхній Салтів.
З 1905 р. до 1927 р. безперервно працювали археологічні комісії Харківського університету, Харківського Археологічного музею, Харківського соціального музею ім. Артема, Одеського музею, Московського археологічного інституту.
Ґрунтовні дослідження захисних споруд починаються після  Німецько-радянської війни. В 1946—1948 рр. харківський вчений С. А. Семенов-Зусер здійснив декілька розрізів валів на всіх трьох лініях оборони стародавньої фортеці та дослідив декілька десятків катакомбних поховань.
Для дослідження важливих археологічних пам'яток у 1959 році інститутом археології була сформована Кочетоцька експедиція. Метою експедиції було здійснення розвідок для виявлення нових археологічних пам'яток. У результаті розвідок були відкриті селище та ямний могильник на лівому березі Сіверського Дінця в районі сучасного села Металівка.
З 1984 р. до сьогоднішніх днів  археологічні експедиції Харківського історичного музею систематично проводять дослідження Верхньосалтівського археологічного комплексу.
Пам'ятка була взята під охорону держави Постановою Ради Міністрів УРСР № 711 від 21 липня 1965 р. та рішенням Харківського облвиконкому № 61 від 25 січня 1972 р. (охоронні номери 608, 619). Рішенням Харківського облвиконкому № 33 від 23 січня 1984 р. на всій площі Верхньосалтівського археологічного комплексу, а також на території, що розташована навколо нього на відстані 50 м від його меж, була встановлена охоронна зона, а рішенням облвиконкому № 259 від 15 червня 1987 р. уся територія Верхньосалтівського археологічного комплексу була оголошена заповідною зоною, у межах якої заборонялись будь-які будівельні, земельні та інші роботи без погодження з органами охорони пам'яток. У 1989 році було прийнято рішення про заснування на базі Верхньосалтівського комплексу історико-археологічного музею-заповідника «Верхній Салтів».

## Розділи музейної експозиції

### І. Археологія
У І залі можна познайомитися з історією краю часів кам'яної доби, доби міді та бронзи, ранньої залізної доби. Експозиція створена на основі остеологічних та археологічних матеріалів, що розповідають про найдавніший період історії Вовчанщини. Експонуються фрагменти кісток тварин часів міжльодовикового періоду: кістки мамонтів, великорогих оленів, скам'янілі молюски тощо.
Далі експозиція музею розповідає про історію відкриття та 115 років  дослідження археологічної культури, що отримала назву за місцем відкриття: САЛТІВСЬКОЇ культури, яка на сьогоднішній день є археологічним брендом Харківщини. 
У наступних двох залах розташовані археологічні знахідки, які дозволяють уявити побут, вірування та обряди племен аланів та протоболгарів, що проживали на цих територіях у ранньому середньовіччі.

### ІІ. Історія
У холі музею розташовано експозицію, що розповідає про місцеві події  часів Другої Світової війни, а саме  під час двох спроб визволення Харкова у 1942 році
У музейній експозиції — окремий комплекс, присвячений «Слову о полку Ігоревім». Тут представлена версія походу князя Ігоря, висунута на основі досліджень писемних джерел  Миколою та Катериною Доренськими.  

### ІІІ. Етнографія
У великому залі музею розташовано матеріали, що розповідають про заселення цієї місцевості козаками. У 17 сторіччі на розвалах аланської цитаделі було побудовано козацьку фортецю, яка входила до засічної ліній Бєлгород - Чугуєво. Побутові речі, робітничі інструменти та приладдя, вишиванки та рушники...все це розповідає про минуле. Експозицію завершу колекція грошей та монет, що оберталася тут  останні сто років. Від петровської полушки й "керенки" до першого купону незалежної України... Цікавість відвідувачів незмінно привертають звичайні речі ХХ сторіччя: рахувальна машинка "Фелікс", програвач грамплатівок, фільмоскоп, лампові телевізори, плівкові фотоапарати. Тепер це теж минуле, для дорослих, а для дітей-екзотика.